# Matan Vilna'i
Matan Vilna'i (hebrejsky מתן וילנאי‎, * 20. května 1944) je izraelský politik, diplomat a bývalý generálmajor izraelské armády. V letech 1999 až 2012 byl poslancem Knesetu, kde postupně reprezentoval Stranu práce, alianci Jeden Izrael a stranu Acma'ut. Zastával různé posty v izraelské vládě, kde byl ministrem vědy, kultury a sportu, náměstkem ministra obrany a ministrem domácí obrany. Od února 2012 je izraelským velvyslancem v Číně.

## Biografie
Narodil se v roce 1944 v Jeruzalémě. Jeho otec byl profesor Ze'ev Vilna'i, průkopník izraelské turistiky a studií o zemi izraelské, po kterém zdědil lásku k přírodě a turistice. V roce 1966 vstoupil do IOS a sloužil ve výsadkové brigádě a elitní protiteroristické jednotce Sajeret Matkal. Mimo jiné se zúčastnil operace Entebbe, při které byli v Ugandě osvobozeni židovští a izraelští cestující uneseného letounu společnosti Air France. Jako generálmajor stál v čele armádního ředitelství lidských zdrojů a byl taktéž zástupcem náčelníka Generálního štábu IOS.
V současnosti (2010) žije Vilna'i v Mevaseret Cijon, je ženatý a má tři děti.

### Politická kariéra
Před volbami v roce 1999 vstoupil do Strany práce (která tehdy kandidovala jako aliance Jeden Izrael), doufaje ve vhodné umístění na kandidátní listině do Knesetu. To se mu nakonec podařilo, stal se tak poslancem Knesetu a ve vládě Ehuda Baraka byl jmenován ministrem vědy, kulturu a sportu. Šest měsíců po volbách se však poslaneckého mandátu vzdal (nahradila jej Colette Avital), zůstal však ministrem. Poté, co Barak prohrál ve volbách v roce 2001 s Arielem Šaronem, byl Vilna'i jmenován opět ministrem vědy, kultury a sportu v nové Šaronově vládě.
Poslancem Knesetu se opět stal po volbách v roce 2003, ve kterých kandidoval z druhého místa na kandidátní listině Strany práce. Poté, co Ariel Šaron vytvořil pravicovou vládu, která nezahrnovala Stranu práce však přišel o post ministra. Strana práce však byla v lednu 2005 přizvána do vlády poté, co ji opustilo několik stran v protestu vůči Šaronovu plánu na izraelské stažení z Pásma Gazy. Ze začátku byl jmenován ministrem při úřadu ministerského předsedy a v srpnu 2005 byl jmenován úřadujícím ministrem vědy a technologie (nastálo byl do této funkce jmenován v listopadu téhož roku).
Ve stranických primárkách před volbami v roce 2006 se společně s Šimonem Peresem a Binjaminem Ben Eli'ezerem ucházel o funkci předsedy strany, všechny však porazil někdejší vůdce Histadrutu Amir Perec. Ve volbách si nakonec udržel svůj poslanecký mandát.
Poté, co se stal v roce 2007 předsedou strany Ehud Barak, byl Vilna'i jmenován náměstkem ministra obrany. V únoru 2008 skandalizoval redaktor britského deníku The Guardian Vilna'iovo prohlášení směrem k palestinským Arabům, kteří na Izrael odpalují rakety. Na vině přitom byl špatný překlad z hebrejštiny do angličtiny. Vilna'i totiž v armádním rozhlase prohlásil, že „čím více (Palestinci) zintenzivní ostřelování Izraele a čím dále budou rakety dopadat, tím větší katastrofu/neštěstí na sebe přivolají, neboť my použijeme všech prostředků k tomu, abychom se ubránili.“ Pro slovo katastrofa přitom Vilna'i použil v hebrejštině slovo šo'a, které znamená katastrofu a v hebrejštině se často používá (obvykle v podobě s určitým členem „ha-“, tedy „ta katastrofa“) ve významu holokaust. Za chybný překlad se nakonec redaktor Gurdianu omluvil, přesto však stačila světová média upozornit na to, že náměstek izraelského ministra obrany vyhrožuje palestinským Arabům holokaustem.
Svůj poslanecký mandát obhájil i ve volbách v roce 2009, kdy měl 6. místo na kandidátní listině Strany práce. Tu v roce 2011 opustil spolu s jejím předsedou Ehudem Barakem a vstoupil do jeho nové strany Acma'ut, za níž se stal ministrem na nově zřízeném rezortu domácí obrany. V únoru 2012 byl jmenován izraelským velvyslancem v Číně. V Knesetu jej nahradil Šakíb Šanán.